# Fairfields
Fairfields är en civil parish i kommunen Milton Keynes i Buckinghamshire i England.